# TripAdvisor
TripAdvisor, Inc. este un motor de căutare turistic american care oferă consultanță individuală legată de călătorii și restaurante care prezintă recenzii hoteliere, despre restaurante, rezervări de cazare și alte materiale legate de călătorii. Acesta include, de asemenea, forumuri interactive despre călătorie. 
Cu sediul în Needham, Massachusetts, TripAdvisor este cel mai mare site web de călătorie socială din lume, cu aproximativ 315 de milioane de urmăritori (activi și inactivi) și aproximativ 500 de milioane de comentarii despre hoteluri, restaurante, atracții și alte afaceri legate de călătorii.

## Istorie
TripAdvisor a fost fondat de Stephen Kaufer, Langley Steinert, Nick Shanny și Thomas Palka în februarie 2000. Finanțarea inițială a fost obținută de la Flagship Ventures, Grupul Bollard și investitori privați.
În 2004, compania a fost achiziționată de IAC/InterActiveCorp.
În august 2005, IAC și-a desființat grupul de companii de călătorie sub numele Expedia, Inc.
În aprilie 2009, TripAdvisor a lansat site-ul oficial în China. De atunci a indexat aproximativ 20.000 de informații despre hoteluri și restaurante și clienți și a făcut liste de top, devenind unul dintre cele mai mari site-uri de călătorie din China din iulie 2011.

## Statistica ocupării forței de muncă
Începând cu anul 2017, Trip a angajat 3.217 de angajați cu normă întreagă, dintre care 51% au fost localizați în Statele Unite.